# Zemský okres Výmarsko
Zemský okres Výmarsko (německy Landkreis Weimarer Land) je zemský okres v německé spolkové zemi Durynsko. Sídlem správy zemského okresu je město Apolda. Má přibližně 82 tisíc obyvatel. 

## Města a obce
Města:
1. Apolda
2. Bad Berka
3. Bad Sulza
4. Blankenhain
5. Kranichfeld
6. Magdala
7. Neumark

Obce:
1. Am Ettersberg
2. Ballstedt
3. Buchfart
4. Döbritschen
5. Eberstedt
6. Ettersburg
7. Frankendorf
8. Grammetal
9. Großheringen
10. Großschwabhausen
11. Hammerstedt
12. Hetschburg
13. Hohenfelden
14. Ilmtal-Weinstraße
15. Kapellendorf
16. Kiliansroda
17. Kleinschwabhausen
18. Klettbach
19. Lehnstedt
20. Mechelroda
21. Mellingen
22. Nauendorf
23. Niedertrebra
24. Obertrebra
25. Oettern
26. Rannstedt
27. Rittersdorf
28. Schmiedehausen
29. Tonndorf
30. Umpferstedt
31. Vollersroda
32. Wiegendorf